# 君塚直隆
君塚 直隆（きみづか なおたか、1967年8月6日 - ）は、日本の歴史学者、政治学者、駒澤大学法学部政治学科教授。関東学院大学名誉教授。専門は近代イギリス政治外交史、ヨーロッパ国際政治史、西洋史、王室（特にイギリス王室）研究。

## 略歴
東京都生まれ。1990年立教大学文学部史学科卒。上智大学大学院文学研究科史学専攻修士課程修了。1993年から1994年にかけてオックスフォード大学セント・アントニーズ・コレッジ留学。1997年上智大学大学院文学研究科史学専攻博士課程修了。博士（史学）。
2000年神奈川県立外語短期大学専任講師、2001年助教授、2007年教授。2011年関東学院大学文学部教授（英国史）、2015年から国際文化学部教授。2025年から現職。
NHK総合、NHK-BS、日本テレビ、TBS、フジテレビ、テレビ朝日の報道番組やバラエティー番組（「世界一受けたい授業」など）にも多数出演。
特に、2011年4月29日の英国ウィリアム王子とキャサリン妃の結婚式の中継（NHK BS1）で解説者を務め、2018年5月19日のハリー王子とメーガン妃の結婚式の中継（同）でも解説を務めた。
2014年から『産経新聞』のオピニオン欄に「ノブレス・オブリージュ 英国王室物語」を連載した。2015年からは「ノブレス・オブリージュ 世界王室物語」を、2016年からは「世界勲章物語」を、2017年からは「王室外交物語」を、2018年からは「王位継承物語」を、各・連載している。
2017年3月には「天皇の公務の負担軽減等に関する有識者会議」のヒアリングに招かれ、天皇の退位後の称号や公務等について質問を受けている。
2017年4月から「栄典に関する有識者」（内閣府）の一員に選ばれる。
2018年7月から「国家安全保障局顧問」（内閣官房）に選ばれる。
2018年11月、『立憲君主制の現在―日本人は「象徴天皇」を維持できるか』でサントリー学芸賞受賞。
2019年10月、令和の「即位礼正殿の儀」に出席し、その日のNHK「ニュースウオッチ9」等で解説。その後の「饗宴の儀」にも出席した。
2021年5月には「『天皇の退位等に関する皇室典範特例法案に対する附帯決議』に関する有識者会議」のヒアリングに招かれ、皇位継承問題について質問を受けた。
2022年6月2日のエリザベス2世女王のプラチナ・ジュビリーを祝う、軍旗敬礼分列式（Trooping the Colour）を生中継した、NHK・BSプレミアムの番組でも解説を務めた。同年9月8日に女王が没し、9月19日の国葬を生中継したNHK総合の番組では、現地解説を務めた。
2023年5月6日のチャールズ3世国王の戴冠式を生中継した、日本テレビのCS報道番組「日テレNEWS24」で4時間半以上にわたり解説を務めた。

## 著書

### 単著
- 『イギリス二大政党制への道　―後継首相の決定と「長老政治家」―』（有斐閣、1998年）
- 『女王陛下のブルーリボン　―ガーター勲章とイギリス外交―』（NTT出版、2004年／中公文庫[4]、2014年）
- 『パクス・ブリタニカのイギリス外交　―パーマストンと会議外交の時代―』（有斐閣、2006年）
- 『女王陛下の影法師』（筑摩書房、2007年／ちくま学芸文庫、2023年）
- 『ヴィクトリア女王　―大英帝国の戦う女王―』（中公新書、2007年）
- 『女王陛下の外交戦略　―エリザベス二世と「三つのサークル」―』（講談社、2008年）
- 『ジョージ四世の夢のあと　―ヴィクトリア朝を準備した「芸術の庇護者」―』（中央公論新社、2009年）
- 『肖像画で読み解く イギリス王室の物語』（光文社新書、2010年／光文社文庫、2015年）
- 『近代ヨーロッパ国際政治史』（有斐閣コンパクト、2010年）
- 『ジョージ五世　―大衆民主政治時代の君主―』（日本経済新聞出版社「日経プレミアシリーズ」新書、2011年）
- 『ベル・エポックの国際政治　―エドワード七世と古典外交の時代―』（中央公論新社、2012年）
- 『チャールズ皇太子の地球環境戦略』（勁草書房、2013年）
- 『物語 イギリスの歴史』（中公新書、2015年）
  - （上） ―古代ブリテン島からエリザベス1世まで―
  - （下） ―清教徒・名誉革命からエリザベス2世まで―
- 『立憲君主制の現在　―日本人は「象徴天皇」を維持できるか』（新潮社〈新潮選書〉、2018年）
  - 英訳版：Constitutional Monarchy of the Twenty-First Century（Springer, 2024）
- 『ヨーロッパ近代史』（筑摩書房〈ちくま新書〉、2019年）
- 『エリザベス女王　―史上最長・最強のイギリス君主』（中公新書、2020年）
- 『悪党たちの大英帝国』（新潮選書、2020年）
- 『王室外交物語』（カラー版光文社新書、2021年）
- 『イギリスの歴史』（河出書房新社、2022年）
- 『貴族とは何か―ノブレス・オブリージュの光と影』（新潮選書、2023年）
- 『君主制とはなんだろうか』（筑摩書房〈ちくまプリマー新書〉、2024年）
- 『教養としてのイギリス貴族入門』（新潮新書、2024年）
- 『イギリス国王とは、なにかー名誉革命』（NHK出版「世界史のリテラシー」、2024年）

### 編著
- 細谷雄一・永野隆行と共編 『イギリスとアメリカ 世界秩序を築いた四百年』（勁草書房、2016年）
- 『よくわかるイギリス近現代史』（ミネルヴァ書房、2018年）
- 水島治郎と共編『現代世界の陛下たち―デモクラシーと王室・皇室』（ミネルヴァ書房、2018年）
- 岩間陽子・細谷雄一と共編『ハンドブック　ヨーロッパ外交史－ウェストファリアからブレグジットまで－』（ミネルヴァ書房、2022年）
- 尚友倶楽部編『岡部悦子日記』（芙蓉書房出版、2023年）。解説担当、在英期の記録

### 共著
- （佐々木雄太・木畑洋一編）『イギリス外交史』（有斐閣アルマ、2005年）- 第1章：イギリス外交の源流と伝統
- （田所昌幸編）『ロイヤル・ネイヴィーとパクス・ブリタニカ』（有斐閣、2006年）
- （村田晃嗣・石川卓・栗栖薫子・秋山信将）『国際政治学をつかむ』（有斐閣、2009年、新版2015年、第3版2023年）
- 『ヴィクトリア朝が教えてくれる英国の魅力』（ダイヤモンド・ビッグ社、2019年）- 第1章：ヴィクトリア女王
- （茶谷誠一編）『象徴天皇制のゆくえ』（志學館大学出版会、2020年）- 第5章：立憲君主制と象徴天皇制─イギリス君主制からの影響を考える
- （伊藤之雄編）『維新の政治変革と思想　一八六二～一八九五』（ミネルヴァ書房、2022年）- 第8章：ヴィクトリア女王が見た明治維新の男たち
- （中野香織と解説）『英国王室とエリザベス女王の100年』（宝島社ムック、2022年）
- （岡本隆司）『帝国で読み解く近現代史』（中公新書ラクレ、2024年）

#### 監修
- 『伝統と文化から世界が見える！ イギリスを知る教科書』（ナツメ社、2024年）
- 『エリザベス女王二世　まんが人物伝』（みずなともみ画、KADOKAWA、2024年）
- 『学習まんが　世界の歴史』（集英社、2024年）、第7巻〜11巻（ヨーロッパ史）担当

### 訳書
- デイヴィッド・ジェフリ・チャンドラー『ナポレオン戦争――欧州大戦と近代の原点』糸多郁子・竹村厚士・竹本知行共訳（信山社（全5巻）、2002-2003年／改訂版・国書刊行会（上下）、2024年）
- マイケル・マン『ソーシャルパワー――社会的な「力」の世界歴史（1）先史からヨーロッパ文明の形成へ』森本醇共訳（NTT出版、2002年）
- マイケル・マン『ソーシャルパワー――社会的な「力」の世界歴史（2）階級と国民国家の「長い19世紀」』森本醇共訳（上下二巻、NTT出版、2005年）
- ベンノ・テシィケ『近代国家体系の形成──ウェストファリアの神話』（桜井書店、2008年）
- コリン・マシュー編『オックスフォード ブリテン諸島の歴史（9）19世紀 1815年〜1901年』（慶應義塾大学出版会、2009年）